# Chiesa di San Giovanni Battista (Bressanone)
La chiesa di San Giovanni Battista (in tedesco Kirche St. Johann) è la parrocchiale di Scezze (Tschötsch), frazione di Bressanone in Alto Adige. Appartiene al decanato di Bressanone-Rodengo della diocesi di Bolzano-Bressanone e risale al XV secolo.

## Storia

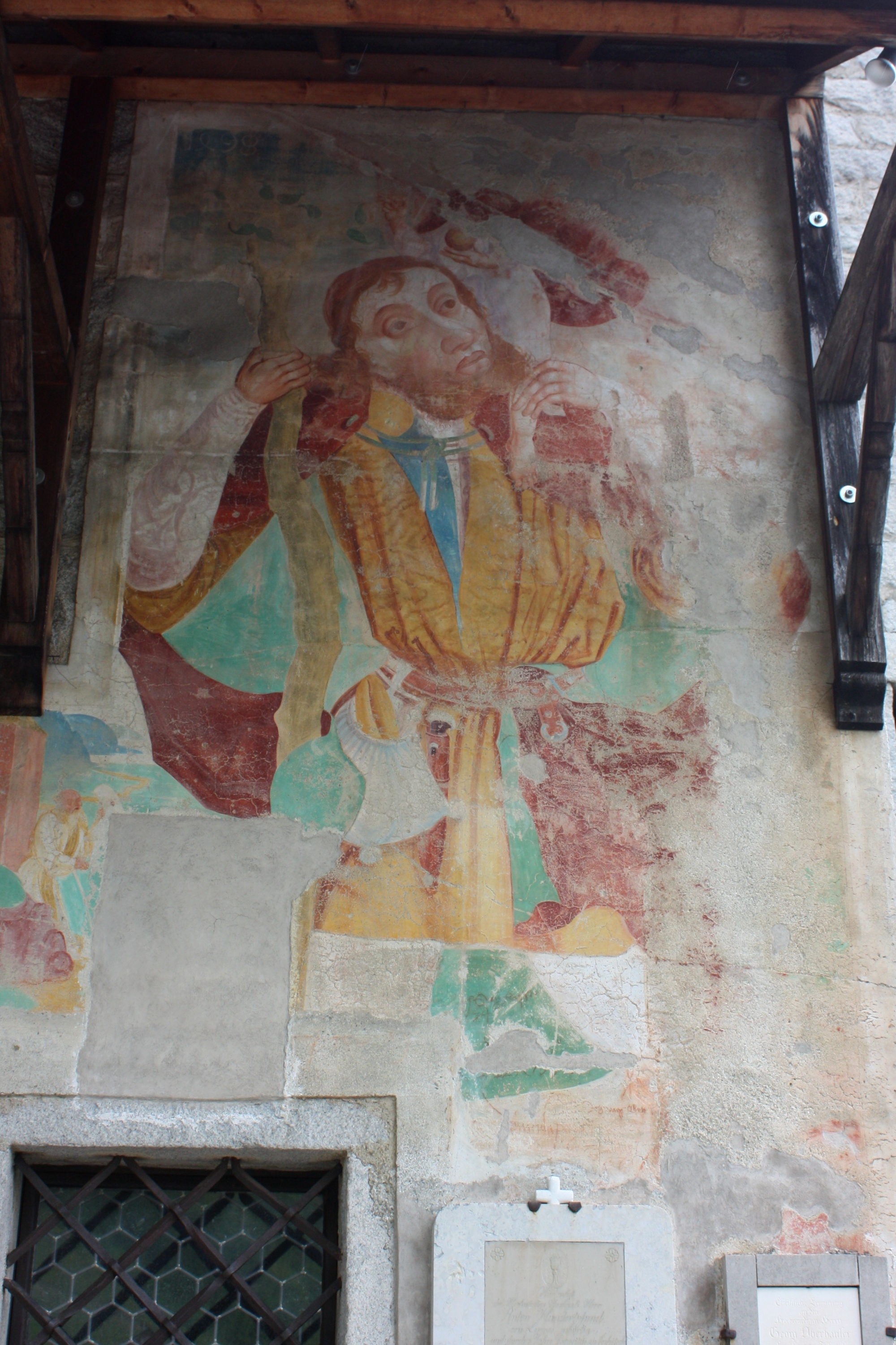
Affresco sulla facciata della chiesa che raffigura San Cristoforo.

La chiesa di San Giovanni a Sezze viene citata per la prima volta nel 1406.
Durante il secondo conflitto mondiale venne sfiorata dai bombardamenti che avevano come obiettivo strategico il ponte di Albes, non troppo lontano.

## Descrizione
La parrocchia è dedicata ai santi Giovanni Battista e Clemente ma la chiesa parrocchiale ha dedicazione solo a san Giovanni Battista

### Esterno
La struttura dell'edificio appare solida, essendo costruita con granito delle cave di Bressanone. Sul prospetto principale si trova il grande affresco che raffigura San Cristoforo. All'esterno si conserva una scena di caccia legata al periodo romanico.

### Interno
La navata interna è unica e riporta le tracce delle ristrutturazioni che sono state realizzate durante il periodo barocco. La volta è affrescata con l'immagine che raffigura il Battesimo di Gesù al Giordano, opera di Joseph Anton Zoller del 1763.